# منجم توروف
منجم توروف هو منجم فحم يقع جنوب غرب بولندا يغذي المنجم محطة توروف للطاقة والتي تعتبر خامس أكبر مصدر للغازات الدفيئة في بولندا.